# Carl Johan Tingvall
Carl Johan Tingvall, född 24 juni 1699 i Stockholm, död 10 april 1764 i Råneå socken, var en svensk militär.
Tingvall var son till  överhovpredikanten Johannes Tingvall. Efter att ha varit volontär och sergeant i Livgardet kom han till Västerbottens regemente, där han blev sekundlöjtnant 1718, löjtnant 1719 och kapten 1747; han tog avsked 1749. Tingvall deltog i belägringen av Fredrikshald 1718 och slaget vid Villmanstrand 1741.
På 1730-talet upptäckte Tingvall malmfyndigheterna i det som senare skulle bli Malmberget, vilket förklarar ortnamnet Tingvallskulle. Han fick privilegium på en masugn och två stångjärnshamrar, men sålde det 1738 av ekonomiska skäl till Abraham Steinholtz. Tingvall tog även initiativet till anläggandet av Fredrikafors bruk i Råneå socken.
Tingvall var gift första gången med Catharina Blix, som var dotter till kyrkoherden Samuel Blix i Råneå, och andra gången med Elisabeth Klockhoff, vilken var dotter till kyrkoherden Magnus Klockhoff i Skön och tidigare hade varit gift med kyrkoherdarna Israel Stecksenius och Nils Hackzell i Råneå. Tingvall var i första äktenskapet far till översten Johan Anckarsparre, komminister Fredric Thingvall, konstapeln Gustaf Tingvall i Råneå och komminister Crispin Tingvall i Nederkalix.